# Boaz (Wisconsin)
Boaz és una població dels Estats Units a l'estat de Wisconsin. Segons el cens del 2000 tenia 137 habitants.

## Demografia
Segons el cens del 2000, Boaz tenia 137 habitants, 64 habitatges, i 41 famílies. La densitat de població era de 146,9 habitants per km².
Dels 64 habitatges en un 28,1% hi vivien nens de menys de 18 anys, en un 45,3% hi vivien parelles casades, en un 10,9% dones solteres, i en un 35,9% no eren unitats familiars. En el 26,6% dels habitatges hi vivien persones soles el 7,8% de les quals corresponia a persones de 65 anys o més que vivien soles. El nombre mitjà de persones vivint en cada habitatge era de 2,14 i el nombre mitjà de persones que vivien en cada família era de 2,61.
Per edats la població es repartia de la següent manera: un 21,2% tenia menys de 18 anys, un 10,2% entre 18 i 24, un 29,9% entre 25 i 44, un 24,1% de 45 a 60 i un 14,6% 65 anys o més.
L'edat mediana era de 40 anys. Per cada 100 dones de 18 o més anys hi havia 89,5 homes.
La renda mediana per habitatge era de 31.563 $ i la renda mediana per família de 32.000 $. Els homes tenien una renda mediana de 22.500 $ mentre que les dones 22.500 $. La renda per capita de la població era de 16.883 $. Aproximadament el 16,7% de les famílies i el 13,2% de la població estaven per davall del llindar de pobresa.

## Poblacions més properes
El següent diagrama mostra les poblacions més properes.